# La Main à couper
Pour plus de détails, voir Fiche technique et Distribution.
La Main à couper (titre italien : Cadavere di troppo) est un film franco-italien réalisé par Étienne Périer, tourné en 1973 et sorti en salles en 1974.

## Synopsis
Hélène Noblet vit une existence paisible : un mari médecin, Georges, deux enfants gentils, Daniel et Nadine et un magasin d'antiquités qu'elle tient par plaisir avec une amie Pascale, une jolie maison, de l'argent... et un amant, Philippe, plus jeune qu'elle - un ami de son fils - qu'elle retrouve chaque mardi. Tout serait pour le mieux si, un mardi, Hélène ne trouvait pas Philippe assassiné. Après avoir récupéré un carnet compromettant, Hélène, en sortant de l'immeuble, s'aperçoit du vol de sa voiture... qu'elle retrouve là où elle l'avait laissée, le lendemain, après avoir signalé cette disparition à la police. En revanche, le carnet compromettant a disparu de son sac. 
Le meurtre s'étale maintenant à la une des journaux. Daniel avoue à Moureu, l'inspecteur chargé de l'enquête, avoir eu une altercation avec Philippe, peu avant son décès, ce qui fait de lui le suspect n°1. Hélène reçoit par deux fois la visite d'un maître-chanteur : Henricot. Lorsqu'elle s'apprête à lui verser les cinq millions qu'elle a rassemblés en vendant ses bijoux, elle s'aperçoit que quelqu'un a remplacé les billets par du papier journal. La jeune femme s'affole : le carnet disparu, la voiture retrouvée, l'argent échangé..., n'est-ce pas son mari qui, par vengeance, l'emprisonne dans une machination diabolique ?

## Fiche technique
- Titre français : La Main à couper
- Titre italien : Cadavere di troppo
- Réalisation : Étienne Périer
- Scénario, adaptation et dialogues de Dominique Fabre, Étienne Périer et Charles Spaak, d'après l'œuvre de Pierre Salva
- Musique : Paul Misraki
- Photographie : Marcel Grignon
- Photographe de plateau : Vincent Rossell
- Production : Jacques Roitfeld (ru) et Adolphe Viezzi
- Société de production : Clodio Cinematografica (Rome), Les Productions Jacques Roitfeld et Planfilm
- Société de distribution : Worldwide Entertainment (en) (USA)
- Procédé image : couleur - 35 mm - Mono
- Pays de production :  France |  Italie
- Langue : français
- Genre : drame, policier
- Durée : 90 minutes
- Dates de sortie :
  - France : 6 mars 1974
  - Italie : 12 octobre 1974

## Distribution
- Lea Massari : Hélène Noblet
- Michel Bouquet : Georges Noblet
- Bernard Blier : Inspecteur Moureu
- Michel Serrault : Edouard Henricot
- Michel Albertini : Daniel Noblet
- Lise Danvers : Nadine Noblet
- Dora Doll : Pascale Effront
- José Artur : antiquaire
- Pierre Tabard : inspecteur Benoît
- Jacques Cortal : Dutour
- Lita Recio : concierge
- Raoul Curet : joaillier
- Guy Minot : second policier
- René Aranda :
- Pierre Orcel : jeune homme
- Sophie Grimaldi :
- Paul Bisciglia : médecin légiste
- Salvino Di Pietra :
- Antoine Frebet : Philippe
- Diana Christie
- Jean-Claude Balard : premier policier (non-crédité)
- Jacques Dhery : docteur Cariot (non-crédité)
- Étienne Périer : homme au téléphone (non-crédité)